# Waldo E. Smith
Waldo Edward Smith (* 20. August 1900 in New Hampton, Iowa; † 12. August 1994 in Washington, D.C.) war ein US-amerikanischer Geowissenschaftler.

## Leben
Smith besuchte die University of Iowa, an der er zunächst seinen Bachelor und ein Jahr später, 1924, seinen Masters in den Ingenieurwissenschaften ablegte. Seine Spezialgebiete waren die Hydrologie und das Bauwesen. Waldo Smith arbeitete in den 1920er und 1930er Jahren als Ingenieur an hydraulischen Projekten und ging nebenher mehreren Lehrtätigkeiten an der University of Illinois, am North Dakota State College sowie dem Robert College im türkischen Istanbul. 1936 wurde er Mitglied der American Geophysical Union (AGU), wo er sich im hydrologischen Zweig engagierte. Durch eine berufliche Aufgabe kam Smith 1940 nach Washington D.C.
In den frühen vierziger Jahren wurden die Verwaltungsaufgaben der AGU noch weitestgehend auf freiwilliger, ehrenamtlicher Basis erledigt. Im Jahr 1944 zählte die Vereinigung bereits 2200 Mitglieder – zu viel, um weiterhin allein durch den damaligen Generalsekretär John A. Fleming verwaltet zu werden. Als Waldo Smith im September 1944 durch Fleming ein entsprechendes Angebot unterbreitet wurde, nahm er die Position eines Vorstandssekretärs – und später als Geschäftsführer – der AGU ein. 26 Jahre lang war Smith involviert in die Belange der AGU und deren Durchführung.
Smith zeichnete sich aus durch Organisationstalent, Scharfsinn und Ausdauer. Insbesondere wurde er bekannt für seine Fähigkeit, gemeinsame Interessen herauszuarbeiten und so für Übereinstimmungen zu sorgen. Unter seiner Verantwortlichkeit schaffte die AGU eine Reihe neuer wissenschaftlicher Magazine und Monographie-Reihen und etablierte gleichsam ein Programm zur Übersetzung ausländischer Schriften. Smith editierte selbst jahrelang die Transactions. Waldo Smith strebte danach, die Union sowohl in den USA als auch im Ausland bekannt zu machen und voranzubringen. Gleichzeitig war er auch Sekretär der International Union of Geodesy and Geophysics (IUGG).
Zeitgenossen von Waldo Smith zeigten sich erstaunt über seine enorme Gedächtnisleistung, insbesondere seine Fähigkeit, nahezu jedes AGU-Mitglied erkennen und mit Namen anreden zu können. Sein Interesse galt vorrangig den Personen, und so war er auch Mentor für viele Nachwuchswissenschaftler. Als Waldo E. Smith sich 1970 in den Ruhestand begab, leitete er einen Stab aus 40 Personen. Die AGU hatte bereits mehr als 10.000 Mitglieder zu diesem Zeitpunkt.
Zur Ehrung seines unermüdlichen Einsatzes für die Geophysik und im Besonderen für die AGU schaffte die American Geophysical Union 1982 eine Auszeichnung, die nach ihm benannt wurde. Smith selbst wurde der erste  Träger dieser Waldo E. Smith Medal, die seither alle zwei Jahre verliehen wird.
Waldo A. Smith starb am 12. August 1994 im Alter von 94 Jahren auf seinem Anwesen in Washington D.C.

## Weblink/Quelle
- Ehrungen der AGU: Waldo E. Smith

| Personendaten    | Personendaten                               |
| ---------------- | ------------------------------------------- |
| NAME             | Smith, Waldo E.                             |
| ALTERNATIVNAMEN  | Smith, Waldo Edward                         |
| KURZBESCHREIBUNG | US-amerikanischer Geophysiker und Ingenieur |
| GEBURTSDATUM     | 20. August 1900                             |
| GEBURTSORT       | New Hampton (Iowa), USA                     |
| STERBEDATUM      | 12. August 1994                             |
| STERBEORT        | Washington, D.C., USA                       |